# Rejectaria striataria
Rejectaria striataria là một loài bướm đêm trong họ Noctuidae.